# Godfrey Bloom
Godfrey William Bloom né le 22 novembre 1949 à Lewisham, Londres, est un homme politique britannique. Il est député européen, représentant la région du Yorkshire and Humber, de 2004 à 2014. Après été membre du Parti pour l'indépendance du Royaume-Uni (UKIP), il en démissionne le 13 octobre 2014.

## Positions
Godfrey Bloom s'est plusieurs fois fait remarquer pour ses critiques virulentes de l'Union européenne au Parlement européen. Le 21 novembre 2013, il cite Murray Rothbard en déclarant que "L'État est une institution de voleurs", et ajoute, à propos de la Commission européenne, qu'elle est composée par "les champions d'Europe de l'évasion fiscale", prédisant "que les eurosceptiques vont se faire de plus en plus nombreux, en juin prochain. Et plus grave, quand les gens se seront rendu compte de qui vous êtes, il ne leur faudra pas beaucoup de temps pour prendre cette Chambre d’assaut et vous pendre. Et ils auront raison". Son intervention de décembre 2013 contre les impôts est très partagée sur les réseaux sociaux. Une vérification réalisée par France Inter a démenti ses propos selon lesquels les fonctionnaires européens seraient exempts d'impôts. Précédemment, Godfrey Bloom s'était illustré au sein du Parlement, en se présentant à plusieurs reprises ivre en séance,, et en interrompant le député européen Martin Schulz au cri de "Ein Volks, Ein Reich, Ein Führer" durant un débat sur la crise économique.
Il s'est également plusieurs fois distingué du fait de ses prises de position rigoureusement anti-féministes, une doctrine qu'il assimile à "une mode passagère" conçue par "des femmes de classe-moyenne à la voix perçante, qui s'ennuient et partagent une certaine apparence physique", soutenues par "des hommes ayant peu de rapports avec les critères habituels masculins [...] le genre de type efféminé qui prend du sable dans le visage à la plage". Dans une tribune sur le sujet publiée sur le site de commentaire Politics.co.uk, Bloom ajoute que les femmes "sont plus douées que la plupart des hommes pour trouver le pot de moutarde dans le placard", tandis que les hommes "sont généralement plus doués que les femmes pour conduire une voiture", ajoutant que si des exceptions existent, "elles ne forment en aucun cas la norme".
Ne cachant pas son hostilité au mouvement écologiste, il s'affirme lui-même convaincu de l'inexistence du réchauffement climatique. Cette hostilité l'a conduit à féliciter en 2009 la France pour l'attentat du Rainbow Warrior, déclarant, devant le Rainbow Warrior II, que "Nous avons ici l'un des bateaux les plus fascistes qui ait existé depuis 1945, bravo les Français de l'avoir coulé".
Par ailleurs, Godfrey Bloom a également été critiqué pour ses propos assimilant l'aide britannique au développement à l'envoi d'argent à "Bongo Bongo Land". Ayant subi de fortes critiques au sein même de son parti de l'époque, UKIP, le député européen a refusé de s'excuser, affirmant toutefois qu'il regrettait ce terme, affirmant qu'il serait "stupide" et "ridicule" d'affirmer qu'il serait raciste. Afin de clore la polémique, il ajoute "Si j'ai offensé quiconque à Bongo Bongo Land, j'écrirai à leur ambassadeur à Saint James Court".
Godfrey Bloom est enfin connu pour des sorties frisant avec l'insulte envers ses opposants : il déclare en août 2013 que David Cameron est "le genre de freluquet auquel j'avais l'habitude de casser la gueule". Peu après, il est chahuté en septembre 2013 pour avoir décrit le congrès national de UKIP "une assemblée de salopes" et giflé un journaliste avec une brochure. Ayant quitté UKIP à la suite de ce scandale, il déclare, à propos de ce même journaliste "la première cartouche sera peut être pour lui, à moins que ce soit pour le président de mon propre parti". Enfin, invité à un débat sur l'immigration par l'Oxford Union, et face aux arguments d'un étudiant handicapé, il lui coupe la parole pour demander "Est-ce que vous êtes Richard III, ou pas ?".